# Diego San José de la Torre
Diego San José de la Torre (Madrid, 9 de agosto de 1884-Redondela, 10 de noviembre de 1962) fue un escritor, periodista e historiador español, estudioso del Siglo de Oro, cronista de Madrid y prolífico colaborador de La Novela Corta y El Cuento Semanal. Fue tío del pintor Francisco San José. 

## Biografía
Diego San José y de la Torre nació el 9 de agosto de 1884 en Madrid en la calle de la Torrecilla del Leal. Fue el mayor de seis hermanos, hijo de Manuel San José y Corte, ferviente seguidor del diario nocturno El Heraldo de Madrid y propietario de un negocio de alquiler de coches de lujo, y de Rufina de la Torre y Bayo. Muy pronto la familia se trasladó a la calle Ventura de la Vega. Diego hizo sus primeros estudios en el Colegio de Montserrat y en las Escuelas Pías de San Antón donde probablemente se aficionó a la lectura de los clásicos del Siglo de Oro que más tarde adaptaría, como su popular versión de Fuenteovejuna de Lope de Vega, representada en el Madrid sitiado de la Guerra Civil, en 1938.

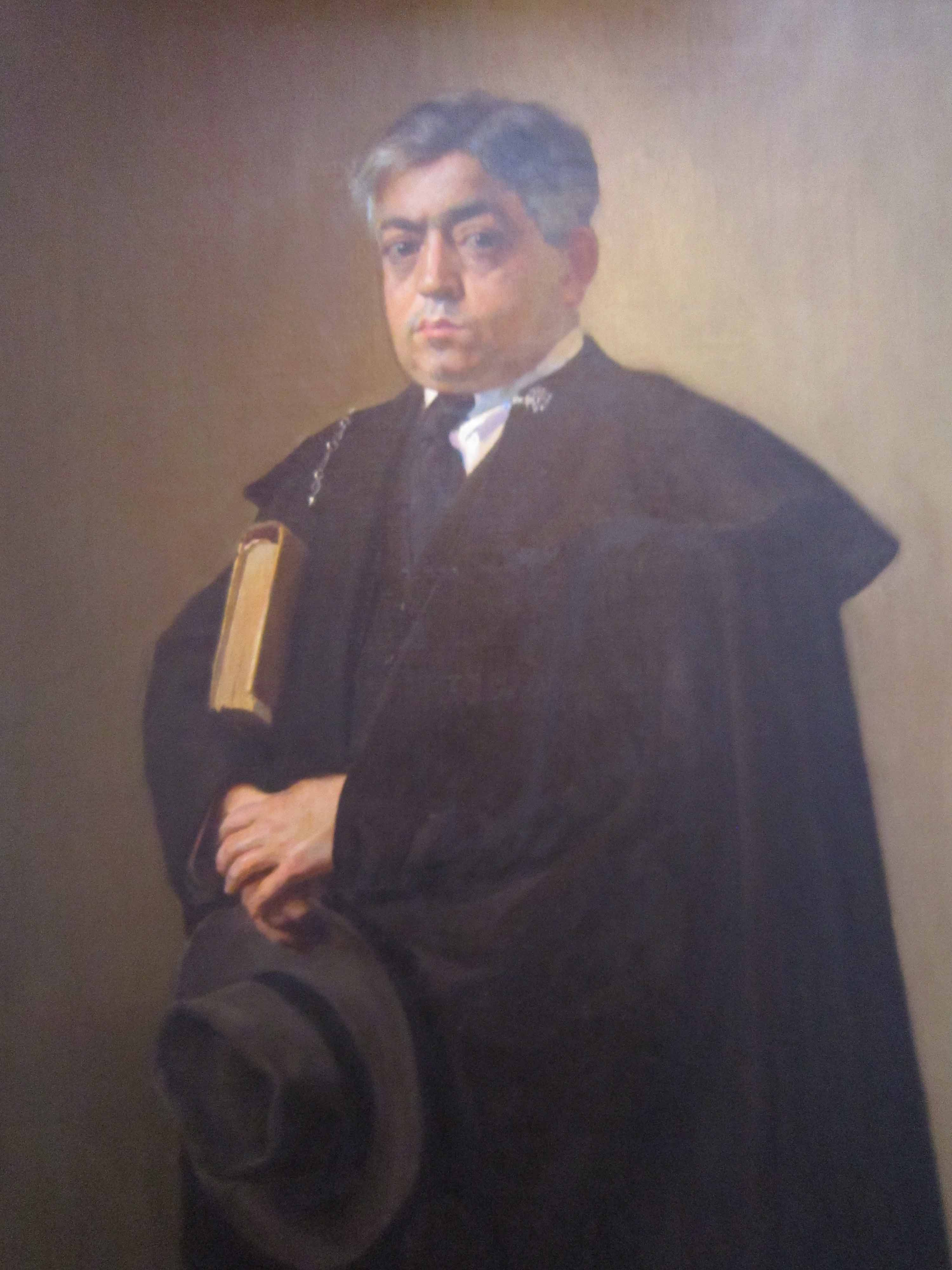
Retrato de Diego San José en 1924 por Ángel de la Fuente

Ante sus inclinaciones literarias, sus padres intentaron apartarle de futuro tan incierto y durante algún tiempo tomó lecciones de dibujo de Alejandro Saint Aubin, fue escribiente en Las Salesas Reales y trabajó en la secretaría particular de José Canalejas, aunque pronto empezó a publicar sus primeros versos en El Globo, por mediación de Emilio Carrere, que dirigía la página literaria que salía los domingos, y en Los Lunes de El Imparcial, revista de Sinesio Delgado, donde todas las jóvenes promesas deseaban publicar. Uno de sus primeros libros fue Libro de Diversas Trovas, con prólogo de Manuel Machado. Publicó asimismo en las revistas Madrid Cómico y Vida Galante. A los veintitrés años de edad estrena en el Teatro de la Princesa la comedia El último amor y más adelante El semejante a sí mismo. Colabora en los diarios El Globo, La Mañana, ABC y El Imparcial. Por esta época ve la luz su primer libro, Los hijosdalgos del Hampa. Escribe en la Biblioteca del Ateneo de Madrid muchas de sus novelas cortas, al mismo tiempo que su gran amigo Andrés González Blanco escribía las suyas y frecuenta su tertulia de El Gato Negro, a la que asistían los compositores Reveriano Soutullo y Juan Vert, el escultor Victorio Macho, los escritores Pedro de Répide, Andrés y Edmundo González Blanco, José Francés, Pedro Mata y Daniel Fortea. Colabora en los más prestigiosos diarios y revistas de Madrid, su nombre se hace popular y tiene infinitos lectores. En 1931 con la llegada de la Segunda República se adhiere a ella, cuando era uno de los escritores más populares de España, había escrito miles de artículos, treinta libros, más de sesenta novelas cortas, crónicas, leyendas, temas de historia y poesía. Amigo del escritor Ramón Fernández Mato, ocupa la Jefatura de prensa de la Dirección General de Seguridad, dirigida por el escritor y político gallego.

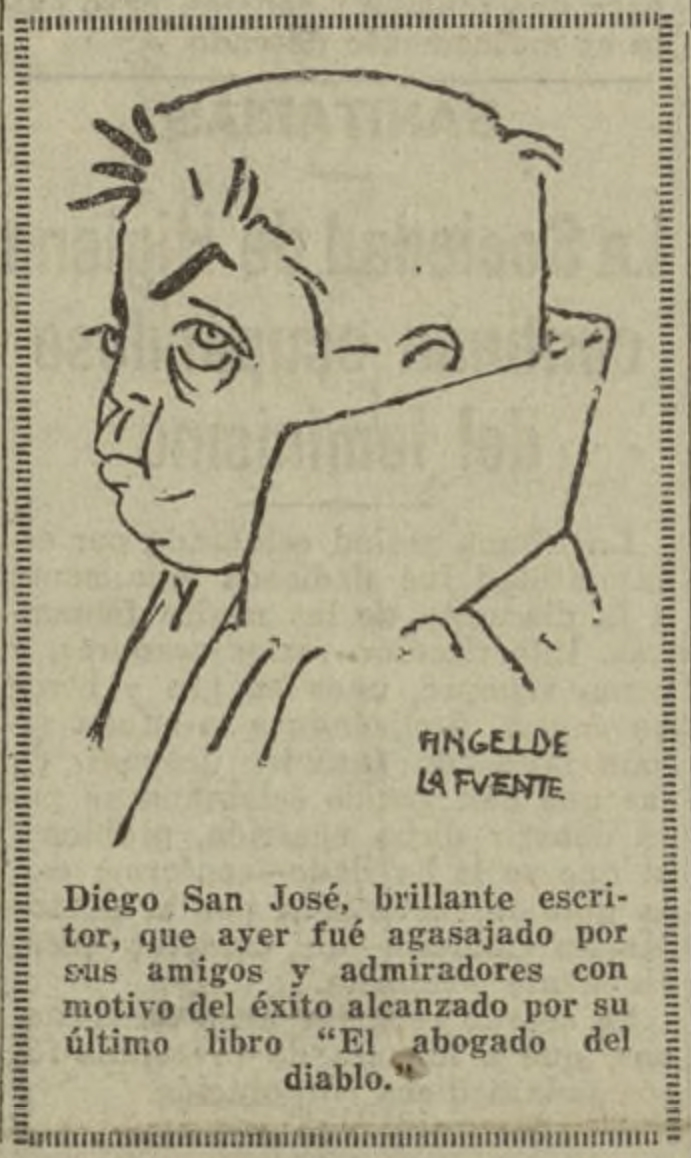
Caricatura de Diego San José (El Liberal, 1928)

Durante la guerra civil no dejó de publicar en El Liberal y El Heraldo artículos en los que defendía el régimen legal establecido, aunque nunca militó en partido alguno. Fue detenido el 10 de abril de 1939, siendo una destacada víctima del Juzgado Especial de Prensa. Tras una primera condena a doce años y revisión posterior, un consejo de guerra presidido por el juez Manuel Martínez Gargallo y en el que actuó como secretario el alférez Antonio Luis Baena Tocón le condena a muerte, conmutándose esta por la de cadena perpetua, gracias a la intervención del general Millán Astray, amigo y admirador del escritor, aunque de ideologías encontradas (fue uno de sus contertulios en el café de El Gato Negro y escribió sus memorias antes de la Guerra). El fin de la Guerra Civil, supuso para el escritor el fin de su carrera literaria, pues ya no tenía cabida en el nuevo régimen. Se le trasladó a la prisión de la de Isla de San Simón, en Redondela en el fondo de la ría de Vigo, cuando se cerró este penal, fue enviado a la cárcel de Vigo, situada en la calle del Príncipe. Pasó cinco años de reclusión, hasta que fue liberado, estableciendo su residencia en Redondela hasta el fin de sus días. Diego San José continuó escribiendo, bajo el seudónimo de Román de la Torre, aunque ya muy pocos libros verían la luz, algunas colaboraciones en la revista Caminos de hierro, editada por RENFE y en Faro de Vigo, el resto de su obra posterior a la guerra sigue todavía inédita. Su penúltimo libro, Estampas Nuevas del Madrid Viejo, lo dedicó a José Regojo y a su esposa Rita Otero Fernández, quienes, junto a Ernestina Otero Sestelo, le brindaron su ayuda durante su estancia en la villa redondelana, donde falleció el 10 de noviembre de 1962, dejando más de ochenta obras inéditas. Tras su muerte se publica en 1988 la obra autobiográfica De cárcel en cárcel Ediciones do Castro, ilustrada con dibujos de José Robledano y versos del autor, en los que palpita la emoción de aquellos momentos y que fueron sacados burlando la vigilancia estrecha de las prisiones, merced a diversas tretas y procedimientos, hoy son fiel testimonio de lo acontecido en aquellos años en las cárceles de España.

## Obra

### Autobiografía
- De cárcel en cárcel, 1988 y 2016.
- Memorias de un gato, 1884 y 1962

### Novela
- Cuando el motín de las capas.
- De cárcel en cárcel.
- Doña Constanza.
- El alma al diablo.
- El mesón del Sevillano.
- El humo de la gloria.
- El jardín de Lope.
- El Libro de Horas.
- El sombrero del rey.
- En pecado mortal.
- Gente de ayer.
- Ginés de Pasamonte.
- Godoy.
- Gratas memorias.
- La estatua de nieve.
- La Mariblanca.
- La monja del amor humano.
- Las llamas del Fénix.
- Mozas del partido.
- Puñalada de pícaro.
- Una pica en Flandes.
- Una vida ejemplar (Ginés de pasamonte).
- El Alma de Torquemada.

### Narraciones históricas
- El abogado del diablo. Breviario Histórico de la Vida de Felipe II.
- El Cura Merino'.
- El Madrid de Goya.
- Estampas nuevas del Madrid viejo.
- La corte del rey embrujado.
- La corte del Rey galán.
- La monarquía, la privanza y el ingenio.
- Los Hijosdalgos del hampa.
- Madrid Fernandino.
- Martirologio Fernandino.
- Mentidero de Madrid.
- Milicias de la libertad.
- Vida ejemplar de Isabel II.
- Vida y "milagros" de Fernando VII.

### Teatro
- El manteo prodigioso (Adaptación).
- El primer novio.
- El semejante á sí mismo (Adaptación).
- El tren expreso.
- Las mocedades de Lope.
- La ilustre fregona (Adaptación).
- Un último amor.
- Espronceda
- La Ventera de Alcalá, zarzuela con música de Luna y Calleja.
- Adaptación de Lope de Vega, Fuenteovejuna, Madrid, 1938.

### Poesía
- Mis primeros versos.
- Rufianescas.
- De cárcel en cárcel.
- Versos de capa y espada.

### Zarzuela
- La Ventera de Alcalá.- Letra: José María Granada y Diego San José, Música: Luna y Calleja

### Villancicos
- Arre Borriquito.- Música Ricardo Boronat.